# Влад VIII Винтила
Влад VIII Винтила (на румънски: Vlad Vintilă) е княз на Влашко от 1532 до 1535 г. Незаконороден син на Раду IV Велики. Често към името му се прибавя, че произхожда от Слатина, под което обикновено се разбира селището в окръг Олт, но според изследователя Йон Донат се касае за неточен превод в летописите на названието на село Сарата в днешния окръг Бузъу. Именно в Бузъу днес има селище на име Винтила Вода („Войводата Винтила“), защото според изследователя точно в тази част на страната Влад Винтила е разполагал с наследствени имоти и построява манастир през 1532 г.
След като неговият родственик и предшественик на трона Влад VII Инекатул се удавя, Влад Винтила се качва на престола като за точна дата се сочи 18 септември 1532 г. Обезпокоена заради отношенията, които Влад поддържа с унгарския крал Фердинанд I, една част от болярите организира заговор през 1534 г., за да качи на трона неговия брат Раду VII Паисий. Само за два месеца Влад се разправя със заговорниците, на които отнема имотите, а на някои и главите. През 1535 г. обаче друг болярски заговор успява да елиминира Влад като един от съзаклятниците го убива по време на лов за елени край Крайова на 13 юни 1535 г.

## Семейство
Влад Винтила има брак с Рада, дъщеря на жупана Влайко.